# Ernst Henrich Berling
Ernst Henrich Berling (f. Ernst Heinrich Berling, 22. marts 1708 i Alt Krenzlin, Landkreis Ludwigslust-Parchim, Mecklenburg, Tyskland, død 16. oktober 1750 i København ) var en tysk-dansk bogtrykker. Han grundlagde og udgav fra 1749 Kjøbenhavnske Danske Post Tidender. Det er den avis, vi i dag kender som Berlingske.

Berling var søn af ridende førster Melchior Christian Berling og Catharina Hennings, og han blev født i Mecklenburg. Han lærte bogtrykkerkunsten i Lauenburg, blev svend 1727 og indkaldtes 1731 til København af bogtrykker Johan Jørgen Høpfner, hvis steddatter, Cecilie Cathrine Godiche, datter af bogtrykker Jørgen Matthiasen Godiche, han året efter ægtede. Fra dem nedstammer den danske bogtrykkerslægt Berling.
1733 nedsatte han sig som bogtrykker, fik 1747 det eneste danske skriftstøberi overdraget af regeringen og udnævntes samme år til hofbogtrykker. Udstyrelsen af hans presses talrige frembringelser betegner et stort fremskridt i dansk bogtryk.
27. december 1748 fik han for sig og sine arvinger privilegium på at trykke de aviser – danske, tyske, franske og lærde, samt en månedlig Statstidende –, som han havde afkøbt bogtrykkerenken Inger Wielandt. Hans Kjøbenhavnske Danske Post-Tidender, den nuværende Berlingske Tidende, tilførte de politiske tidender en hidtil ukendt fylde af indenlandske nyheder. Fra 1748 overtog han også udgivelsen af det litterærkritiske blad Kiøbenhavnske nye Tidender om lærde [og curieuse] Sager, og det optræder derfor også i den samtidige litteratur under navnet Berlingske efterretninger.
Berling døde i oktober 1750, få måneder efter sin hustru.